# Маршалок надвірний литовський
Маршалок надвірний литовський (пол. Marszałek nadworny litewski, лат. mareschalus curiae) — уряд центральний Великого князівства Литовського та Речі Посполитої, заступник маршалка великого литовського.

## Історія
Маршалок двірський чи двірний (лат. curiae nostrae marschalcus), потім надвірний (лат. curiae Regni marschalcus), був перш за все приватним міністром і управителем двору великого князя литовського. Цей уряд був запроваджений 1494 року великим князем Олександром Ягеллончиком.
1569 року, після Люблінської унії, уряд маршалка двірського, його назва та функції були уніфікованими з маршалком надвірним коронним. За правління Владислава IV Вази посада маршалка надвірного литовського стала сенаторською. Від 1632 року входив до складу Генерального каптурового суду. 1775 року надвірний маршалок литовський став міністром.

## Обов'язки
Був заступником маршалка великого литовського, проте міг діяти самостійно лише за його відсутності. Великий маршалок у разі присутності при дворі повинен був брати надвірного маршалка своїм супутником у вирішенні всіх важливих справ.
Надвірний маршалок завідував господарськими справами великого князя, наглядав за великокнязівським двором, керував численними маршалками господарськими та іншими двірськими урядниками господаря. Протягом XVI століття здебільшого перебрав на себе виконання двірських функцій великого маршалка, який усе менше часу перебував при дворі.
Надвірний маршалок супроводжував господаря й був при ньому охмістром двору, відповідальним за безпеку монарха. Йому допомагав маршалок земський тієї адміністративно-територіальної одиниці, в якій перебував король чи великий князь.
Посада була досить високооплачуваною. Приміром, за правління Стефана Баторія надвірний маршалок отримував з державної скарбниці 720 польських злотих щорічно.

## Список маршалків надвірних литовських[10]

### Маршалки двірські литовські
- Григорій Остікович (1494—1500)
- Глинський Михайло Львович (1500—1506/1507)
- Григорій Остікович (1509—1519)
- Юрій Іванович Іллініч (1519—1526)
- Юрій Радзивілл (Геркулес) (1528—1541)
- Іван Остафійович Горностай (1542—1551)
- Остафій Богданович Волович (1552—1569)

### Маршалки надвірні литовські
- Миколай-Криштоф Радзивілл (Сирітка) (1569—1579)
- Ольбрахт Радзивілл (1579—1586)
- Міколай Талвош (1588—1596)
- Христофор Миколай Дорогостайський (1596—1597)
- Пйотр Вєсьоловський (1598—1615)
- Ян Станіслав Сапіга (1617—1621)
- Кшиштоф Вєсьоловський (1623—1635)
- Олександр Людовик Радзивілл (1635—1637)
- Казимир Лев Сапега (1637—1645)
- Антоній-Ян Тишкевич (1645—1649)
- Кшиштоф Кезгайло Завіша (1649—1654)
- Теодор Александр Ляцький (1654—1683)
- Юзеф Богуслав Слушка (1683—1685)
- Ян Кароль Дольський (1685—1691)
- Александр Павел Сапіга (1692—1699)
- Януш Антоній Вишневецький (1699—1702)
- Казімєж Антоній Санґушко (1702—1706)
- Юзеф Вандалін Мнішек (1706—1713)
- Казімєж Міхал Пац (1708—1709, призначений Станіславом Лещинським)
- Павло Карл Санґушко (1713—1734)
- Михайло Казимир Радзивілл (Рибонька) (1734—1735)
- Іґнацій Аніцета Кезгайло Завіша (1736—1738)
- Фердинанд Фабіян Плятер (березень—липень 1739)
- Юзеф Сціпіо дель Кампо (1739—1743)
- Іґнацій Огінський (1744—1750)
- Януш Олександр Санґушко (1750—1760)
- Юзеф Паулін Санґушко (1760—1768)
- Владислав Рох Ґуровський (1768—1781)
- Міхал Єжи Вандалін Мнішек (1781—1783)
- Іґнацій Роман Потоцький (1783—1791)
- Станіслав Солтан (1791—1793)
- Міхал Ґєлґуд (1793—1795)